# Пен, Дориан
Дориан Пен (род. 6 января 2004 года, Иври-сюр-Сен, Париж, Франция) — французская автогонщица. В сезоне 2024 года выступает в Формуле-4 ОАЭ и будет выступать в Академии F1. В сезонах 2022—2023 годов выступала в Чемпионате мира по автогонкам на выносливость. Она является действующей чемпионкой Ferrari Challenge Europe. С 2024 года является членом молодёжной программы Mercedes.

## Карьера

### Картинг
Дориан Пен начала заниматься картингом в девять лет. Она стартовала в национальном чемпионате в 2016 году. Пен осталась в чемпионате Франции по картингу ещё на три года, финишировав 10-й и 5-й, перед тем как выиграть женский зачёт в 2019 году.

### Кубок Renault Clio
В сезоне 2020 года Дориан Пен дебютировала в Кубке Renault Clio. Она выступила на первых трёх этапах чемпионата с лучшим результатом 9-е место.

### Кубок Ле-Ман
Начав полный сезон в сезоне 2021 года, Дориан Пен перешла в класс GT3 в кубок Ле-Ман. Она завоевала пять подиумов и финишировала пятой в турнирной таблице.

### Формула-3
Дориан Пен приняла участие в тестах Формулы-3 во французском Маньи-Куре в ноябре 2021 года вместе с тремя другими гонщицами Майей Вег, Нереей Марти и Ириной Сидорковой.

### Ferrari Challenge Europe

#### 2021
В сезоне 2021 года Дориан Пен дебютировала в Ferrari Challenge Europe в категории Pro, заняв шестое место в обеих гонках на трассе Поль Рикар.

#### 2022
В сезоне 2022 года Дориан Пен осталась в команде Scuderia Niki Hasler — Iron Lynx на полный сезон Ferrari Challenge. Она выиграла девять из 14 гонок, завоевала 10 поул-позиций и 11 самых быстрых кругов соответственно и завоевав титул за один оставшийся этап. Позже Пен заявила, что «действительно [выросла] за этот год», объяснив, что сезон научил её, как лучше передавать обратную связь своей команде.

### Европейская серия Ле-Ман
После третьего этапа Европейской серии Ле-Ман в сезоне 2022 года Дориан Пен заменила Рахель Фрей в женском составе Iron Lynx на оставшуюся часть сезона. Несмотря на сход в Барселоне, команда смогла финишировать второй в следующей гонке на трассе Спа-Франкоршам, где Пен установила самый быстрый круг гонки в категории GTE. Финал сезона, проведенный на трассе Международный автодром Алгарве, принес Пен и её напарникам по команде ещё больший успех: за поул-позицией последовала первая победа команды в истории серии.

### Чемпионат мира по автогонкам на выносливость
В качестве приза за сезон 2022 года Дориан Пен была приглашена принять участие в тестах новичков WEC, которые состоялись в Бахрейне на следующий день после последней гонки сезона, где она управляла автомобилем команды Jota, завоевавшей титул в классе LMP2.

### Формула-4
Пен дебютировала в формульных гонках в сезоне 2023 года, выступив на последних двух этапах Формулы-4 Юго-Восточной Азии за команду Prema вместе с новичками Кином Накамура-Бертой и Томассом Штольцерманисом. Она взяла три подиума и одержала победу в Сепанге, заняв второе место в чемпионате.
В сезоне 2024 года Пен участвовала в Формуле-4 ОАЭ за команду Prema, несколько раз попадая в пятёрку лучших в рамках подготовки к своим выступлениям в Академии F1 в сезоне 2024 года.

## Результаты выступлений
| Легенда к таблице |                                                                       |
| --- | --------------------------------------------------------------------- |
| В таблице перечислены результаты всех гонок, в которых принимала участие гонщица. Строками таблицы являются сезоны, столбцами — этапы серии. В каждой клетке указаны сокращённое название этапа и результат, дополнительно обозначенный цветом. Расшифровка обозначений и цветов представлена в нижеследующей таблице. |                                                                       |
| \| Пример \| Описание \| \| ------------ \| --------------------------------------------------------------------- \| \| 1 \| Победительница \| \| 2 \| Второе место \| \| 3 \| Третье место \| \| 5 \| Финишировала, заработав очки \| \| Сход \| Не финишировала, но при этом заработала очки \| \| 12 \| Финишировала, не получив очков \| \| НКЛ \| Финишировала, но не попала в финальную классификацию \| \| 15 \| Участвовала вне зачёта, либо по отдельной классификации \| \| 18 \| Не финишировала, но попал в финальную классификацию \| \| Сход \| Не финишировала \| \| НКВ \| Не прошла квалификацию \| \| НПКВ \| Не прошла предквалификацию \| \| ДСК \| Дисквалифицирована \| \| ИСК \| Исключена из протокола соревнований \| \| ТТ \| Участвовала только в тренировках \| \| НС \| Участвовала в квалификации, но не стартовала в гонке \| \| Т \| Травмирована или больна \| \| ОТК \| Отказ от участия \| \| НТР \| Прибыла на соревнования, но на трассу не выезжала \| \| НПР \| Была заявлена в числе участников, но не прибыла к началу соревнований \| \| О \| Соревнования отменены \| \| \| Не участвовала \| \| Поул-позиция \| \| \| Быстрый круг \| \| |                                                                       |
| Пример | Описание                                                              |
| 1 | Победительница                                                        |
| 2 | Второе место                                                          |
| 3 | Третье место                                                          |
| 5 | Финишировала, заработав очки                                          |
| Сход | Не финишировала, но при этом заработала очки                          |
| 12 | Финишировала, не получив очков                                        |
| НКЛ | Финишировала, но не попала в финальную классификацию                  |
| 15 | Участвовала вне зачёта, либо по отдельной классификации               |
| 18 | Не финишировала, но попал в финальную классификацию                   |
| Сход | Не финишировала                                                       |
| НКВ | Не прошла квалификацию                                                |
| НПКВ | Не прошла предквалификацию                                            |
| ДСК | Дисквалифицирована                                                    |
| ИСК | Исключена из протокола соревнований                                   |
| ТТ | Участвовала только в тренировках                                      |
| НС | Участвовала в квалификации, но не стартовала в гонке                  |
| Т | Травмирована или больна                                               |
| ОТК | Отказ от участия                                                      |
| НТР | Прибыла на соревнования, но на трассу не выезжала                     |
| НПР | Была заявлена в числе участников, но не прибыла к началу соревнований |
| О | Соревнования отменены                                                 |
| | Не участвовала                                                        |
| Поул-позиция |                                                                       |
| Быстрый круг |                                                                       |

### Результаты выступлений в Академии F1
| Год        | Команда       | Шасси          | Двигатель                      | 1    | 1    | 2    | 2    | 3    | 3    | 4    | 4    | 5    | 5    | 6    | 6    | 7    | 7    | 7    | Место | Очки  |
| 2024       | Prema Racing  | Tatuus F4-T421 | Autotecnica Motori 1.4 FT-J 4T | ДЖИ  | ДЖИ  | МАЙ  | МАЙ  | БАР  | БАР  | ЗАН  | ЗАН  | МАР  | МАР  | ЛУС  | ЛУС  | ЯСМ  | ЯСМ  | ЯСМ  | 2     | 217   |
| ---------- | ------------- | -------------- | ------------------------------ | ---- | ---- | ---- | ---- | ---- | ---- | ---- | ---- | ---- | ---- | ---- | ---- | ---- | ---- | ---- | ----- | ----- |
| 2024       | Prema Racing  | Tatuus F4-T421 | Autotecnica Motori 1.4 FT-J 4T | Г1 1 | Г2 9 | Г1 2 | Г2 3 | Г1 7 | Г2 5 | Г1 5 | Г2 1 | Г1 3 | Г2 3 | Г1 1 | Г2 О | Г1 3 | Г2 4 | Г3 5 | 2     | 217   |
|            |               |                |                                | 1    | 1    | 2    | 2    | 3    | 3    | 4    | 4    | 4    | 5    | 5    | 6    | 6    | 7    | 7    |       |       |
| 2025       | MP Motorsport | Tatuus F4-T421 | Autotecnica Motori 1.4 FT-J 4T | ШАН  | ШАН  | ДЖИ  | ДЖИ  | МАЙ  | МАЙ  | МОН  | МОН  | МОН  | ЗАН  | ЗАН  | СИН  | СИН  | ЛАС  | ЛАС  | 1 *   | 109 * |
| 2025       | MP Motorsport | Tatuus F4-T421 | Autotecnica Motori 1.4 FT-J 4T | Г1 4 | Г2 1 | Г1 4 | Г2 3 | Г1 1 | Г2 О | Г1 1 | Г2 4 | Г3 3 | Г1   | Г2   | Г1   | Г2   | Г1   | Г2   | 1 *   | 109 * |
| Источники: |               |                |                                |      |      |      |      |      |      |      |      |      |      |      |      |      |      |      |       |       |

* — сезон продолжается